# Kirche der Verbrennung der Reliquien des Hl. Sava (Kragujevac)

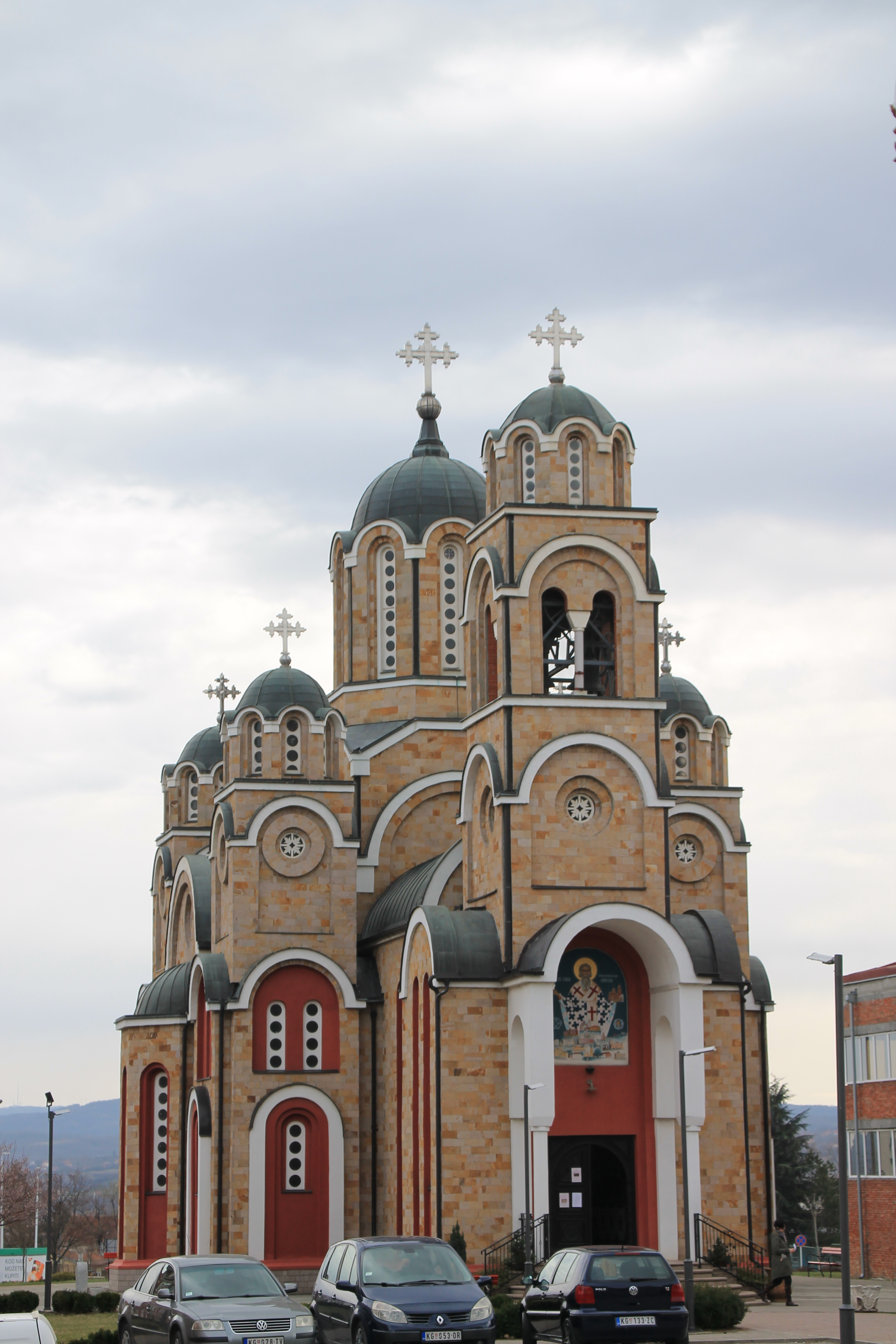
Die Kirche der Verbrennung der Reliquien des Hl. Sava in Kragujevac

Die Kirche der Verbrennung der Reliquien des Hl. Sava (serbisch: Црква спаљивања моштију светог Саве, Crkva spaljivanja moštiju svetog Save) ist eine serbisch-orthodoxe Kirche in der serbischen Großstadt Kragujevac.
Sie wurde von 1990 bis 2010 erbaut. Das Kirchengebäude ist dem Ereignis geweiht, als die Osmanen im Jahre 1594 unter Sinan Pascha die Reliquien des serbischen Nationalheiligen, des ersten Erzbischof und des Erleuchters des serbischen Volkes, Sava von Serbien auf dem Hügel Vračar in Belgrad demonstrativ verbrannten.
Sie dient als Gedenkkirche für ein weiteres tragisches Ereignis in der serbischen Geschichte, als zur Zeit des Zweiten Weltkriegs tausende Einwohner der Städte Kragujevac und Kraljevo von der deutschen Wehrmacht ermordet wurden. Diese Neumärtyrer wurden von der Serbisch-orthodoxen Kirche kanonisiert (heiliggesprochen).
Sie ist die Pfarrkirche der Pfarreien Aerodrom I bis IV und der gleichnamigen Kirchengemeinde im Dekanat Kragujevac, der Eparchie Šumadija der Serbisch-Orthodoxen Kirche.

## Lage
Die Kirche steht im nördlich des Stadtzentrums von Kragujevac befindlichen Stadtteil Aerodrom an der Straße Ulica Vladimira Rolovića. Neben der Kirche stehen die Theologische Fakultät zur Kragujevac, geweiht dem Hl. Hierarchen Johannes Chrysostomos, der Radiosender Zlatousti, eine Sporthalle und die medizinische Ambulanz des Stadtteils. Unweit der Kirche steht eine kleine Kapelle zum Kerzen anzünden mitsamt Kirchenladen.

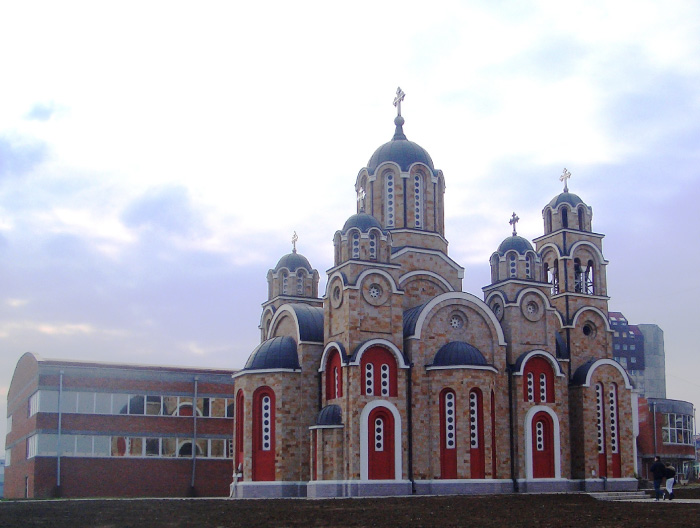
Die Kirche von Südosten, fotografiert aus der Svetogorska ulica

## Geschichte und Architektur
Der Bau der Kirche begann am 28. August 1990 mit dem Einweihen der Kirchenfundamente durch den damaligen Bischof der Eparchie, Sava (Vuković). Die Kirche wurde nach einem Entwurf des aus Kragujevac stammenden Architekten Radoslav Prokić im traditionellen Serbisch-byzantinischen Stil erbaut.
Der Grundriss der Kirche ist ein Griechisches Kreuz, mit einer halbrunden Altar-Apsis im Osten und einer zentralen achteckigen Rundkuppel über der Mitte des Kirchenschiffs, die im Inneren die Freske von Jesus Christus, den Pantokrator darstellt und vier kleinere Kuppeln, jeweils an den Seitenecken der Kirche.
Im Westen erhebt sich ein hoher vierstufiger Kirchturm. Auch sind mehrere kleinere Konchen an der Ostseite und in der Mitte des Kirchenschiffs Teil des architektonischen Gesamtensemble.

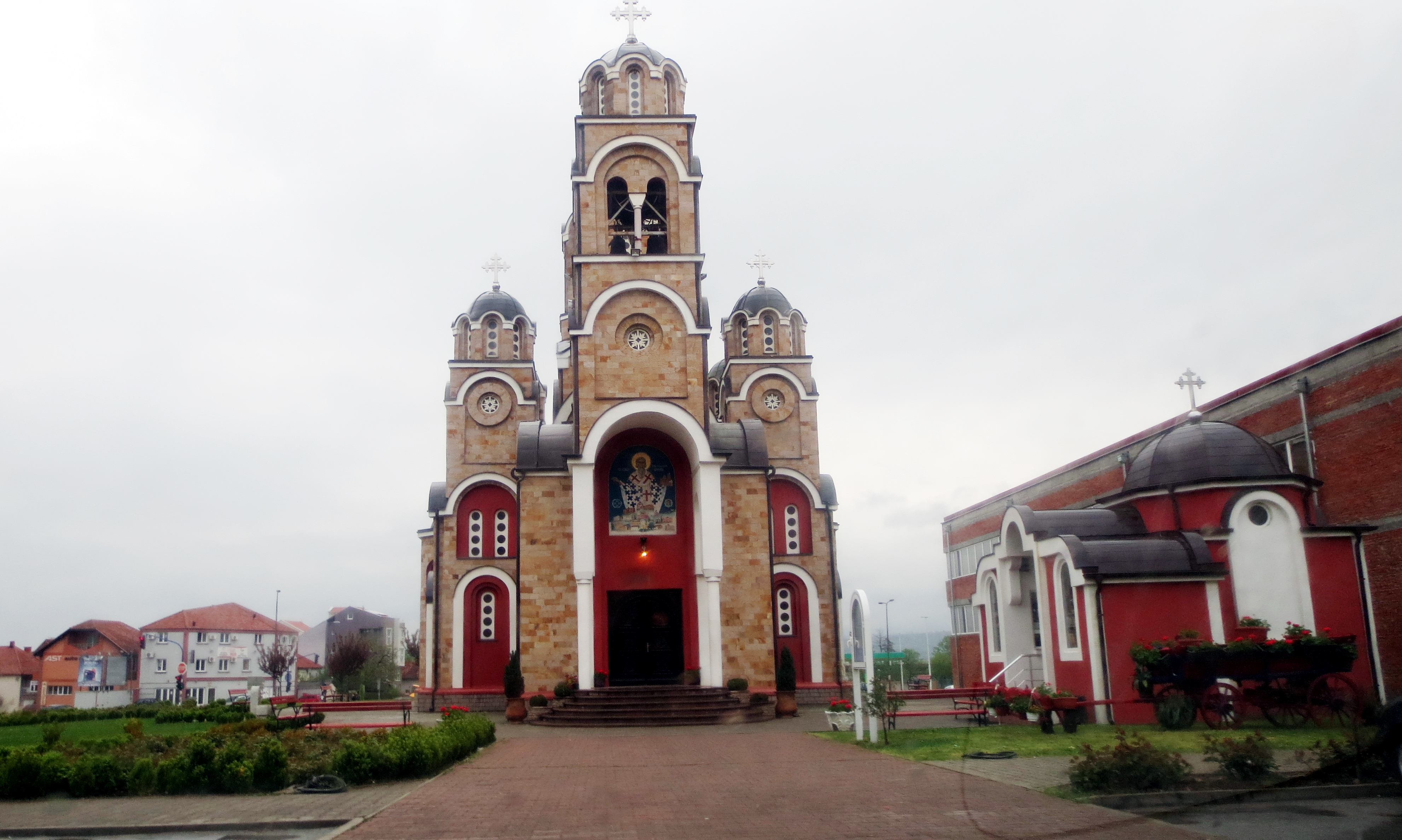
Blick auf die Kirche mit der nahen Kapelle und Umgebung

In ihrer ganzen massiv-byzantinischen Erscheinung scheint die Kirche sich in die Höhe zu strecken. Die Außendekoration der Kirche, die aus einfachen plastischen Rosetten und Blindarkaden (die als Trennmittel zwischen der steinernen Fassade und den einteiligen Fenstern dienen) besteht, geben der Kirche eine gewisse Leichtigkeit. Die Fenster sind durch Rundöffnungen und eine rote Außenfarbe um diese dekoriert. Das Rot entspricht der Außenfassade der Hauptkirche, des bekannten Klosters Žiča. Im Westen über dem Haupteingang zur Kirche befindet sich eine Patronatsikone des Hl. Sava.
Mit der Freskenbemalung in der traditionellen byzantinischen Manier der Kirche wurde am 27. Januar 2000 in der Amtszeit des Bischofs Sava (Vuković) begonnen, diese ist noch nicht gänzlich abgeschlossen. Sie besitzt typisch für Orthodoxe Kirchenbauten eine (hölzerne) Ikonostase mitsamt Ikonen.
Am 24. Oktober 2010 nach Beendigung der Bauarbeiten wurde die Kirche vom serbischen Patriarchen seiner Heiligkeit Irinej (Gavrilović), unter der Assistenz des damaligen Bischofs der Eparchie Žiča Hrizostom (Stolić) und des jetzigen Bischofs der Eparchie Šumadija Jovan (Mladenović) feierlich eingeweiht. Die Kirche wurde durch die großzügigen Spenden der Bevölkerung erbaut.
Ab dem 8. September 2001 bis zum 27. September gleichen Jahres (dem Feiertag der Kreuzerhöhung), wurden auf die Anordnung von Bischof Jovan (Mladenović) jeden Abend feierliche Abendgottesdienst, sogenannte Akatiste, abgehalten. Der Grund dafür war, dass die Christi-Kreuzigungs-Ikone in der Kirche weinte.

## Galerie

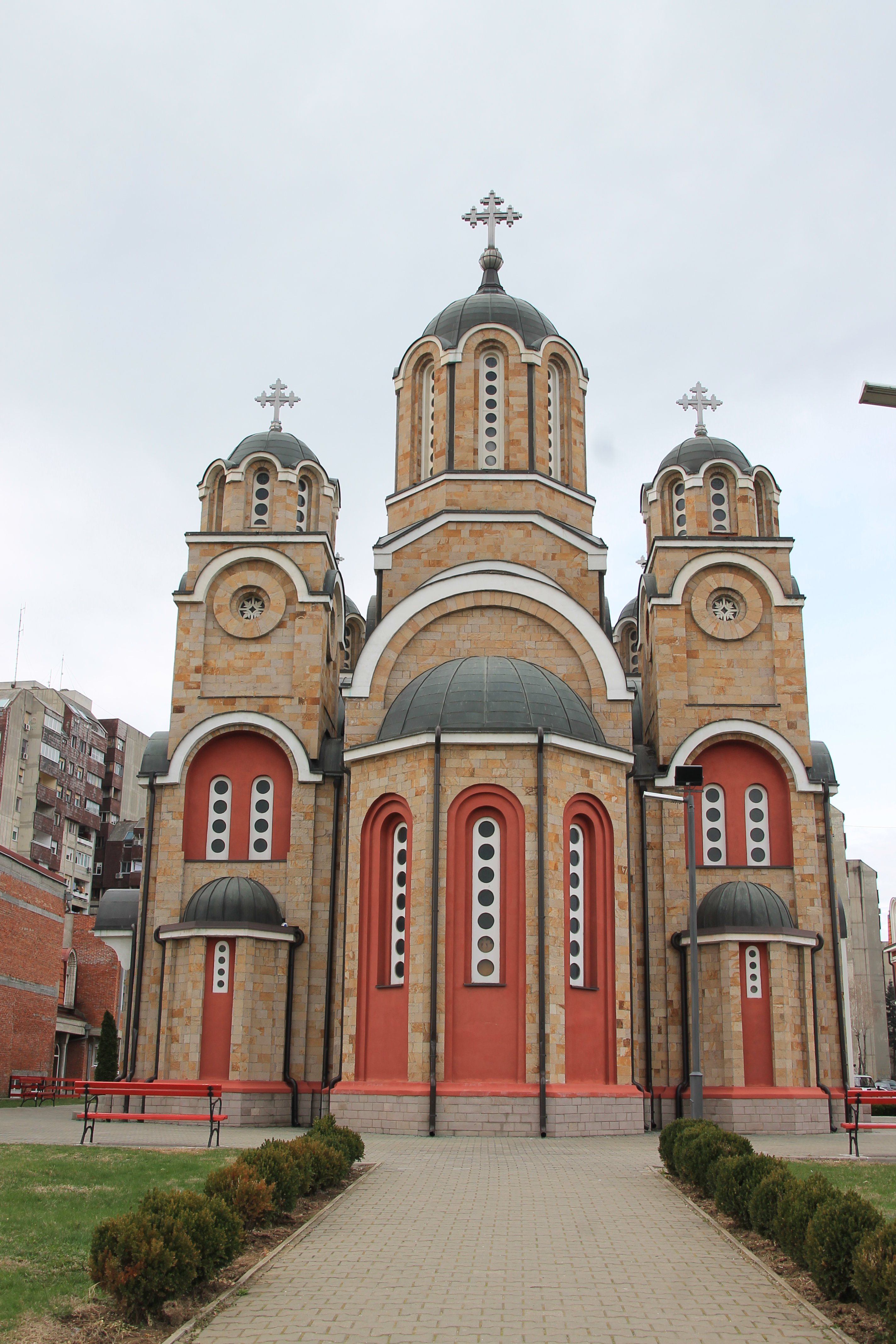
Blick auf die Kirche von Osten (Altarraum)
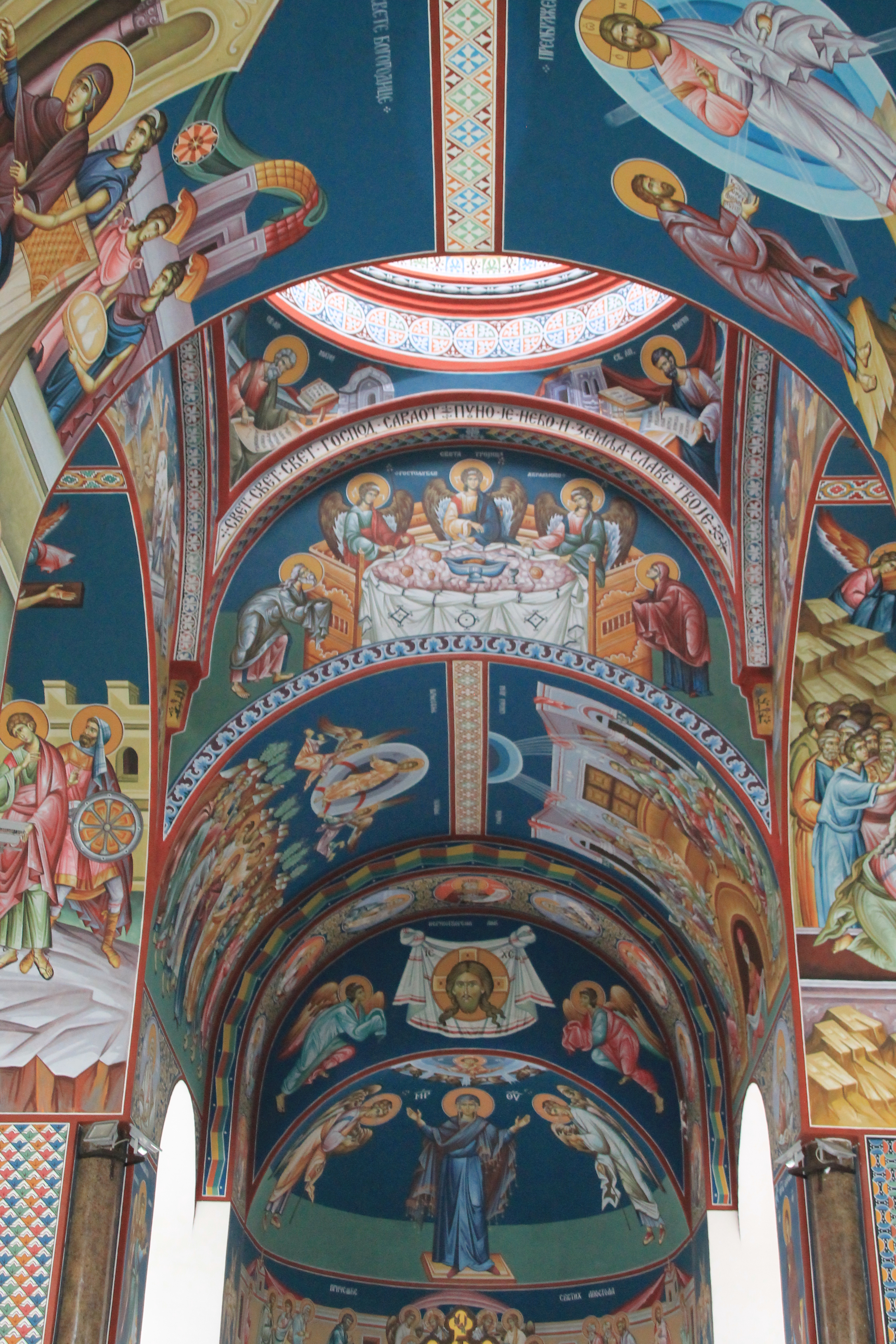
Freskenbemalung in der Kirche
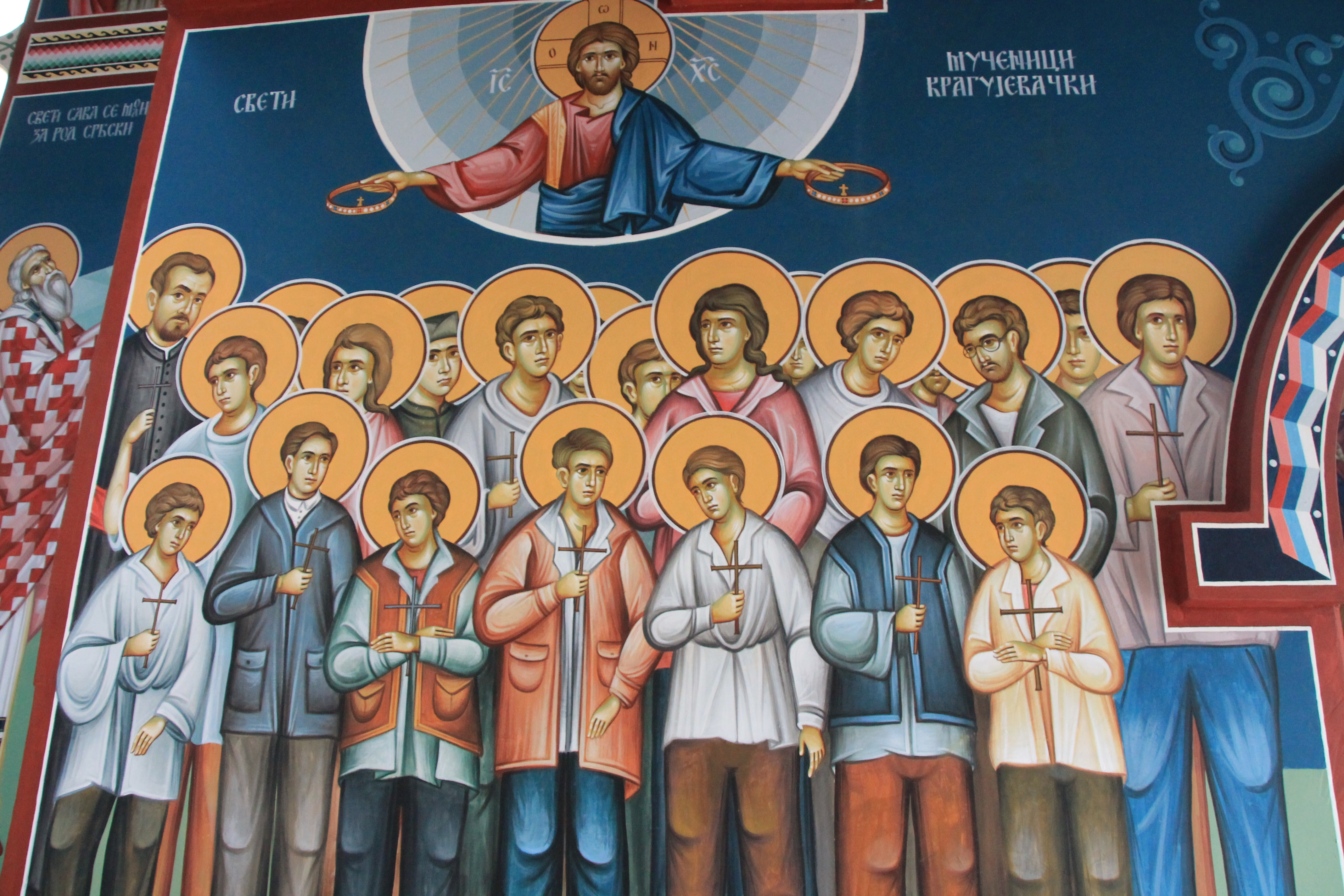
Freske der Hl. Neumärtyrer von Kragujevac
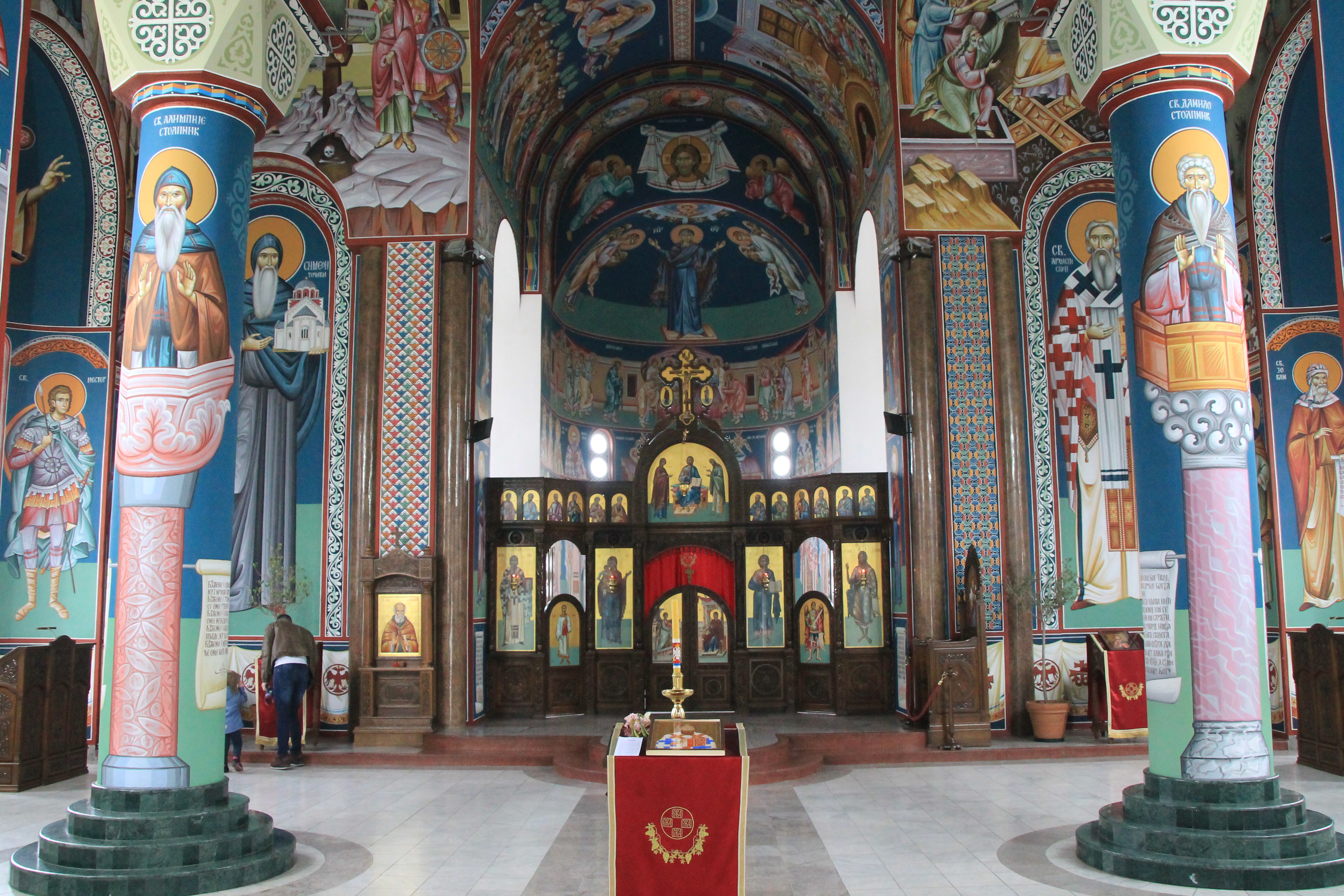
Blick auf die Ikonostase
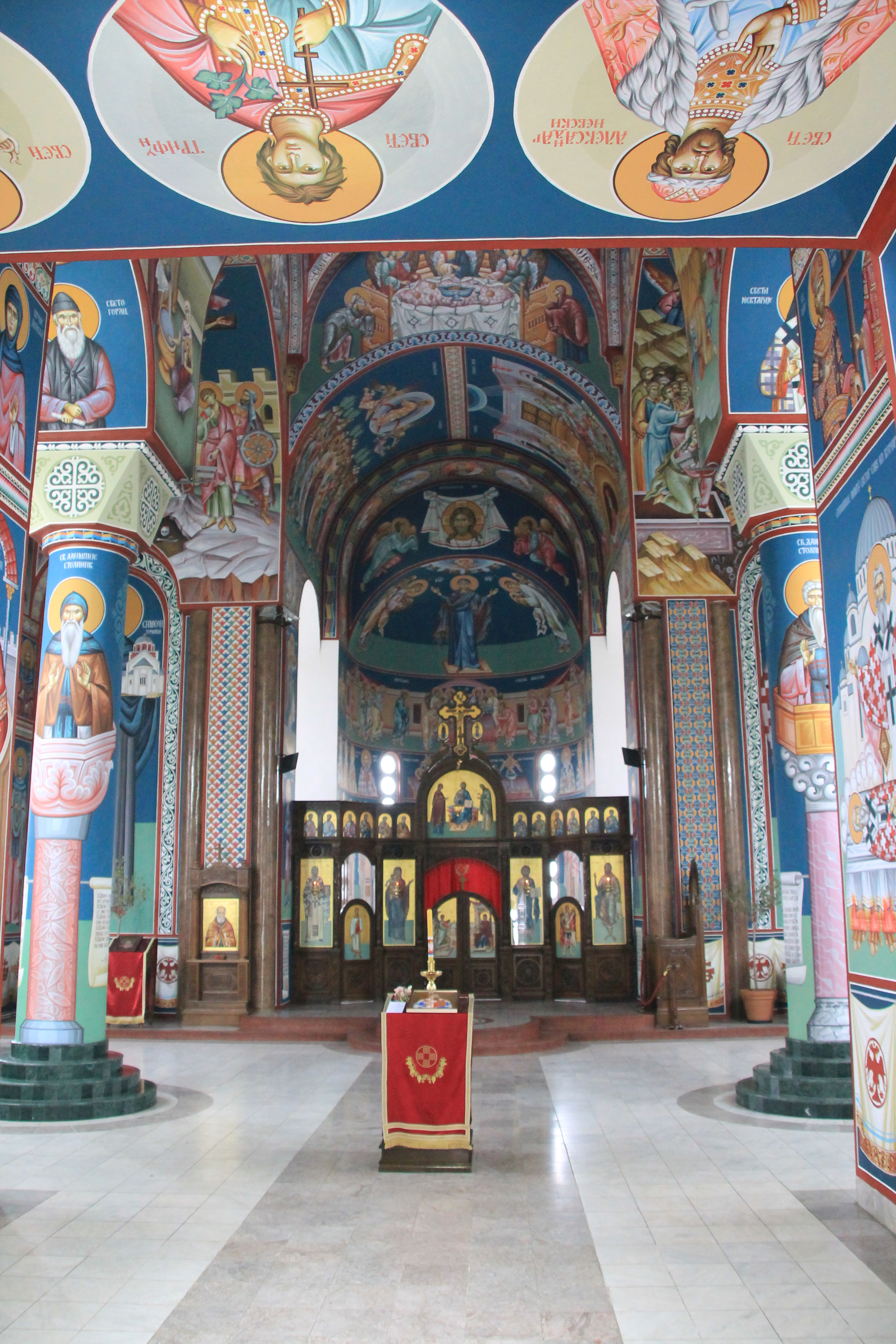
Der freskenbemalte Innenraum
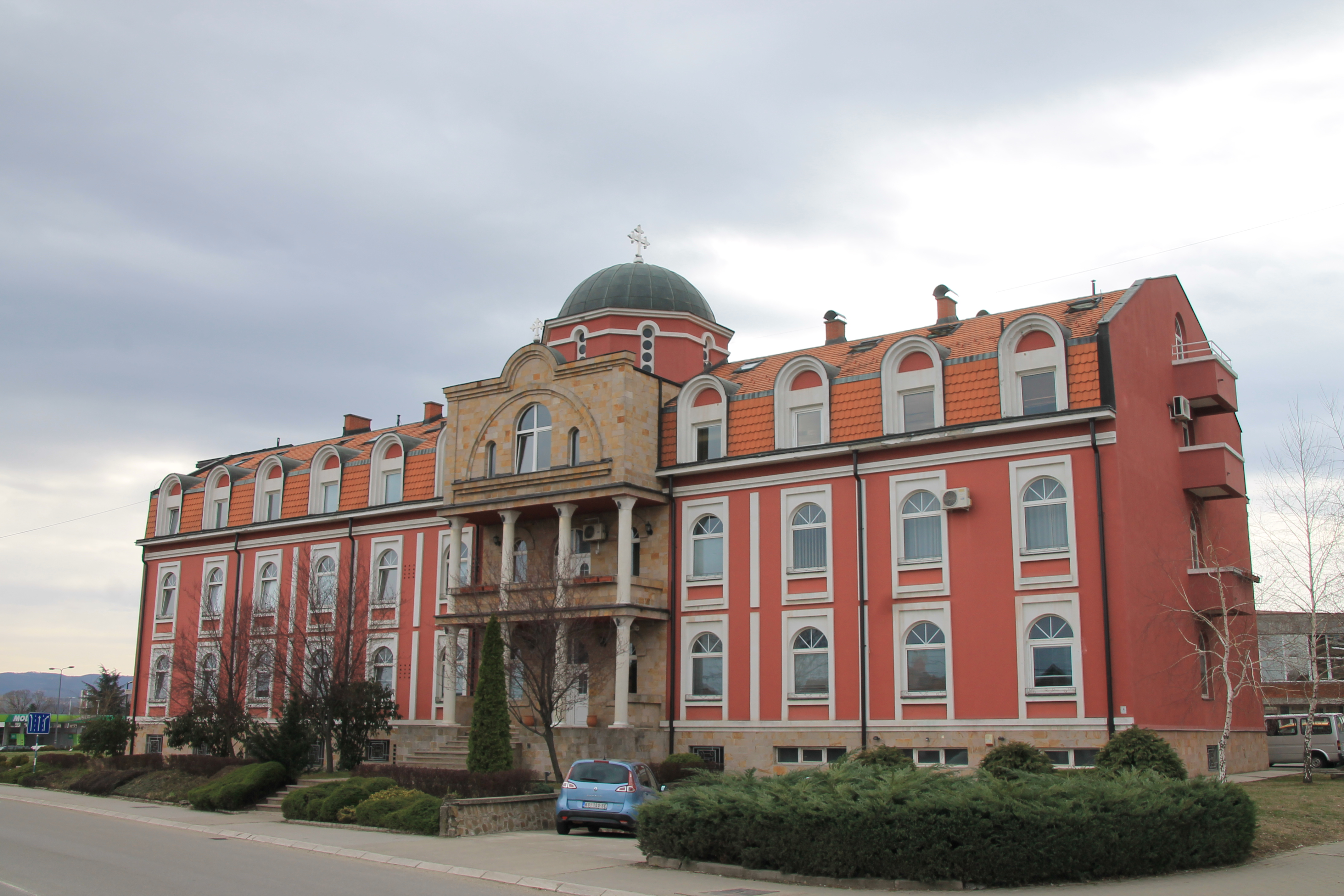
Die Theologische Fakultät Hl. Johannes Chrysostomos
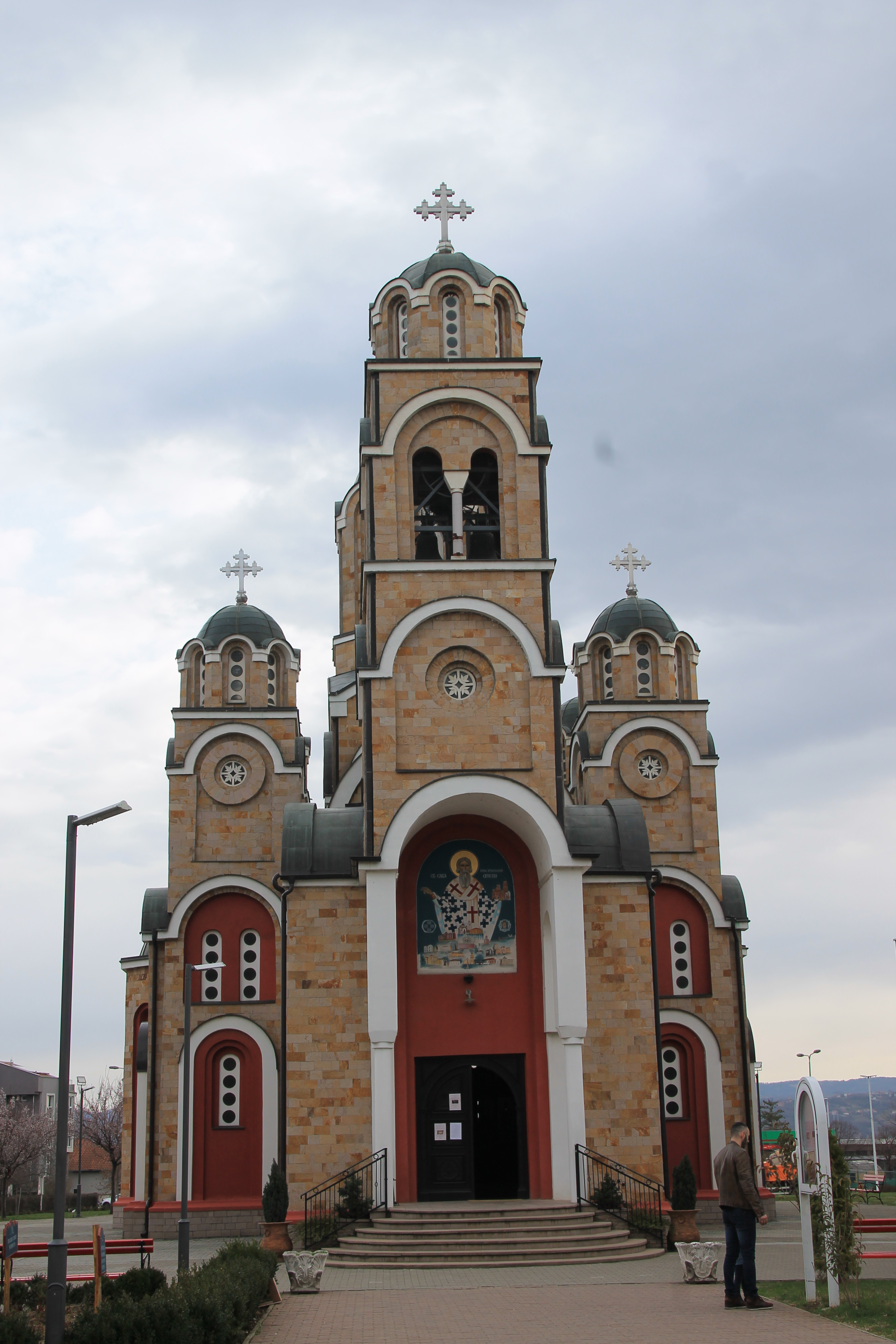
Blick auf den Kirchturm und den Kircheneingang von Westen